# Carlo Monte en Monte Carlo
Carlo Monte en Monte Carlo es una opereta en un prólogo y dos actos divididos en catorce cuadros, con libreto del prolífico autor Enrique Jardiel Poncela, y música del maestro Jacinto Guerrero. Se estrenó con gran éxito en el Teatro Infanta Isabel de Madrid, el 16 de junio de 1939.

## Comentario
Dentro de la producción de Enrique Jardiel Poncela, se la considera una obra curiosa, puesto que aborda el campo del teatro musical desde una óptica nueva, en la que podemos descubrir las grandes influencias cinematográficas en el planteamiento y presentación, a la par que disfrutar con los ingeniosos diálogos, equívocos absurdos y momentos emocionantes, habituales en las obras de Jardiel Poncela.
En el apartado musical, Jacinto Guerrero hace gala de su gran facilidad melódica, para crear números populares y de carácter ligero, que llegaban al público.

## Argumento
La acción se sitúa en Monte Carlo, en la época del estreno (1939)

### Acto primero
El país está conmocionado por la llegada de Carlo Monte, un empedernido jugador famoso por su éxito y por su buena racha, que viene con la intención de hacer desbancar al famoso Casino. Por lo tanto, el país ha decidido vigilar sus fronteras para impedir su acceso.
Ante el puesto fronterizo se congregan varias personas para ver llegar a Carlo Monte. Valentina, una muchacha de provincias en viaje de placer, quiere visitar el país y de paso conocer a Carlo Monte, del cual está enamorada platónicamente. Los gendarmes detienen un coche y Valentina logra ver a Carlo Monte, pero se lleva una desilusión al ver que no es el hombre que había soñado. Cuando desaparecen con él, uno de los turistas se desprende de su disfraz y se revela como el auténtico Carlo Monte, y con ayuda de Valentina cruzan la frontera.
En el Casino, el presidente no puede dejar de estar inquieto, al enterarse de la entrada de Carlo Monte en el país, pues supone la ruina del principado. Valentina llega al casino y queda entusiasmada con todo lo que ve, sucediéndose varias escenas divertidas. Allí traba amistad con Ana Ferrar, una dama viuda, que decide acompañarla en su viaje. Se produce un revuelo en las salas del casino, donde un extranjero ha desbancado a la casa en varios juegos, es nada más y nada menos que Carlo Monte, provocando la indignación del presidente del casino y la desilusión de Valentina, al ver que el interés de él es el juego nada más.

### Acto segundo
Se celebra un consejo extraordinario de ministros para ver la situación. Se barajan varias posibilidades, entre ellas la del suicidio. Pero uno de los ministros tiene la solución, lograr que Carlo Monte se enamore de Valentina de nuevo y que con él salga del país.
Encargan al secretario del presidente, Loubet, que compre vestidos, joyas y demás complementos, y con ellos convierta a Valentina en una mujer irresistible. Tras hacerlo, deciden hacer la prueba en el Café de París, en cuya terraza descubren a Carlo con Enriqueta, la mujer del presidente. Valentina usa sus estratagemas y surten efecto cayendo Carlo en sus brazos.
Enriqueta no se da por vencida y descubre todo el montaje, volviendo furioso a Carlo, el cual jura desbancar esa misma noche al Casino, pese a la amenaza de muerte que le lanza el presidente, si decide aparecer en la inauguración de la temporada de verano del casino.
Los jardines del casino está espléndidamente animados. Hace acto de presencia Carlo Monte con la firme intención de desbancar al casino. Valentina ruega por su vida que no lo haga, pues le esperaría la muerte a mano de los guardias del casino, pero Carlo no hace caso y lanza su apuesta, la cual pierde. Desconcertado, trata de hacerlo otra vez y vuelve a perder, al hacerlo se da cuenta del amor de Valentina, dejando el mundo del juego y vivir feliz junto a ella.

## Números musicales
- Acto primero
  - Introducción y presentación: «Carlo Monte en Monte Carlo»
  - Ronda del Presidente y Gendarmes: «Llevamos varias horas»
  - Dúo de Valentina y el Turista: «Buenos días, señorita»
  - Dúo de Valentina y Carlo: «Telésforo marcha bien»
  - Fin del acto primero: «¡Viva Carlo Monte!»

- Acto segundo
  - Introducción y escena: «¿Qué habrá pasado?»
  - Escena y llamada del consejo: «Cuatro, cinco, dos»
  - Loubet y cinco muchachas: «Madmoiselle Gérar»
  - Escena de los regalos: «Ahí están»
  - Cuarteto de Valentina, Carlo, Enriqueta y Loubet: «Es usted lo más bello»
  - Fin de la obra: «¡A Avignon!».

## Curiosidades
En el tomo recopilatorio Dos farsas y una opereta, escrito por el propio autor, en su prólogo introductorio a Carlo Monte en Monte Carlo, hace la historia del origen de la obra, su gestación y estreno con todo lujo de detalles.
Al igual que hizo Federico Chueca con la obra La canción de la Lola, Jardiel Poncela estrenó su obra con la compañía de comedias del Teatro Infanta Isabel, ya que desconfiaba de las compañías líricas al ver que sus intérpretes no eran de la suficiente calidad que él deseaba.

## Representaciones destacadas
- Teatro (Estreno, Teatro Infanta Isabel, Madrid, 1939). Intérpretes: Rafael Rivelles (Carlo Monte) Isabel Garcés (Valentina), Joaquina Almarche, Julia Lajos, Mercedes Muñoz Sampedro, Rafael Bardem, José Orjas, Armando Calvo.
- Televisión (En el espacio Estudio 1, de TVE, 1974). Intérpretes: Pedro Osinaga, Manolo Codeso, Lilí Murati, Valeriano Andrés, Maite Blasco, Jesús Enguita.
- Teatro (Teatro Español, Madrid, 1996). Dirección: Mara Recatero. Intérpretes: Juan Carlos Naya (Carlo Monte), Lola Baldrich (Valentina), Raúl Sender, Eva Sancho, Julia Trujillo, Flavia Zarzo, Félix  Navarro, Miguel de Grandy y Diego Carvajal, entre otros.